# 川瀬俊二
川瀬 俊二（かわせ しゅんじ、1948年 - ）は、日本の建築家。東京都生まれ。

## 人物
東京都立杉並高等学校、東京都立大学工学部を経て、早稲田大学理工学部建築学科を卒業。1973年に大林組入社。横浜ビジネスパーク（マリオ・ベリーニと恊働）、電通本社ビル（ジャン・ヌーヴェルと恊働）、六本木天然温泉zaboo、台場ガーデンシティなどを手掛ける。日本建築学会常議員、代議員を歴任し、現在は大林組建築本部副本部長である。

## 受賞歴
- 日本建築学会業績賞
- グッドデザイン賞建築部門金賞
- BCS賞
- aaca賞特別賞
- 東京建築賞

など